# 奄美大島にしかわ酒造
株式会社奄美大島にしかわ酒造（あまみおおしまにしかわしゅぞう）は、鹿児島県の徳之島に本社を置く焼酎乙類及びリキュールの製造・販売会社である。

## 概要・事業所
- 創業：1990年（平成2年）
- 本社（兼工場）：鹿児島県大島郡徳之島町白井474-565
- 鹿児島営業所：鹿児島県鹿児島市南栄5-10-9
- 奄美営業所：鹿児島県奄美市名瀬入舟町3-8 エヌ・ワンビル2階

徳之島を発祥とする西川グループの企業であり、同グループの運営する店舗やホテル、飲食店に置かれていることが多い。

## 沿革
- 1990年（平成2年）4月 - 有限会社芳倉酒造を買収、有限会社奄美大島にしかわ酒造に社名変更。
- 1994年（平成6年）9月 - 「天水百歳」発売。
- 1995年（平成7年）10月 - 「あじゃ」、「あじゃ黒」発売。
- 2004年（平成16年）11月 - 新工場開設。
- 2005年（平成17年）6月 - 「あまんゆ」発売（奄美群島内限定）。
- 2005年（平成17年）7月 - 奄美営業所開設。
- 2005年（平成17年）10月 - 「ざわわ」発売。
- 2006年（平成18年）5月 - 株式会社奄美大島にしかわ酒造へ組織変更。
- 2007年（平成19年）7月 - 「島のナポレオン」発売。
- 2010年（平成22年）2月 - 「あじゃ」リニューアル。
- 2010年（平成22年）5月 - 「あじゃ黒」リニューアル。
- 2011年（平成23年）5月 - 紙パック版「島のナポレオン」発売。
- 2012年（平成24年）8月 - 「KUPIKUPI」発売。
- 2012年（平成24年）10月 - 「燦々梅酒」発売。
- 2013年（平成25年）10月 - 「天帝七宝」発売（1,000本限定）。
- 2014年（平成26年）1月 - 「KUPIKUPI」終売。

## 銘柄
黒糖焼酎
- 島のナポレオン（25度/白麹/減圧蒸留/★主力商品）
- あじゃ黒（25度/黒麹/常圧蒸留/★甕壺貯蔵）
- あじゃ（25度・30度/白麹/常圧蒸留）
- 帝（35度/白麹/常圧蒸留/★5年熟成）
- 王紀（27度/白麹/常圧蒸留/★3年熟成）
- 天帝七宝（40度/白麹/常圧蒸留/★20年太古酒、1,000本限定）
- ざわわ（25度/白麹/減圧蒸留/★島唄熟成）
- あまんゆ（27度/白麹/減圧蒸留/★奄美群島内限定販売）
- 天水百歳（25度・30度/ブレンド麹/常圧蒸留/★森重久彌氏命名）
- shaka（25度/白麹/常圧蒸留/★竹炭濾過）
- 必勝（25度/白麹/常圧蒸留/★益々繁盛）

リキュール
- 燦々梅酒（12度/★全国でも珍しい黒糖焼酎仕込み梅酒）